# Дикейтър (окръг, Канзас)
Окръг Дикейтър (на английски: Decatur County) е окръг в щата Канзас, Съединени американски щати. Площта му е 2315 km², а населението - 3120 души. Административен център е град Оберлин.